# Der Spiegel
Der Spiegel (AFI: [deːɐ ˈʃpiːɡəl], "O Espelho" em alemão) é uma revista de notícias semanal alemã, publicada em Hamburgo. É uma das maiores publicações de seu tipo na Europa, com uma circulação semanal de 840 mil exemplares.
Foi fundada em 1947 por John Seymour Chaloner, um oficial do exército britânico, e Rudolf Augstein, um ex-operador de rádio da Wehrmacht (nome dado às forças armadas alemãs no tempo do Nazismo),  que foi reconhecido em 2000 pelo International Press Institute como um dos cinquenta hérois da liberdade de imprensa no mundo. A Spiegel Online, o irmã online da Der Spiegel, foi lançada em 1994 com uma equipe editorial independente. Tipicamente, o compartimento tem um conteúdo de proporção de publicidade de 2:1.
A Der Spiegel é conhecida nos países de língua alemã na maior parte para seu jornalismo investigativo. Ele desempenhou um papel fundamental na descoberta de muitos escândalos políticos, como o escândalo Spiegel em 1962 e o caso Flick, na década de 1980. De acordo com The Economist, a Der Spiegel é uma das revistas mais influentes da Europa continental.

## História

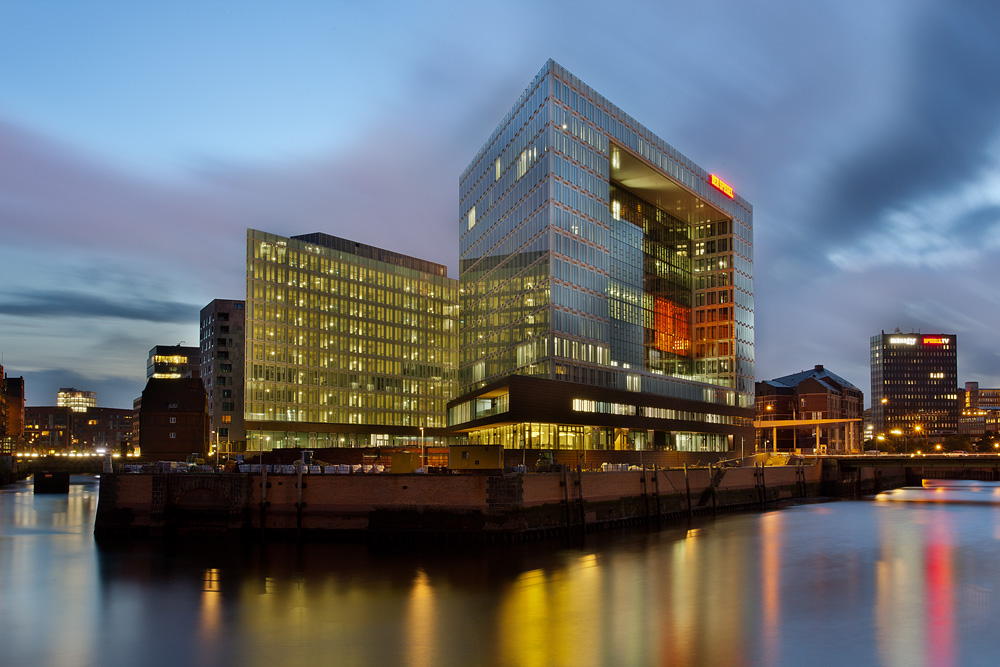
Sede da Der Spiegel em Hamburgo.

A primeira edição foi publicada em Hanôver em 4 de janeiro de 1947. Antes desta data já tinha sido outra revista com o nome Diese Woche ("Esta Semana"), iniciada em 1946, sob o patrocínio da administração ocupação britânica em Alemanha. Após desentendimentos com os britânicos, a revista foi entregue a Rudolf Augstein como editor-chefe, e foi renomeada Der Spiegel. Augstein foi editor-chefe da revista desde a sua primeira publicação em janeiro de 1947 até sua morte em 7 de novembro de 2002.
Desde 1950, a revista era de propriedade de Rudolf Augstein e John Jahr, cuja parte foi feita pelo Richard Gruner em 1962. Em 1969, tornou-se Augstein único proprietário da revista, depois de comprar a Gruner por 42 milhões de marcos alemães. Em 1971 Gruner e Ano se uniram para adquirir 25% da empresa. Em 1974, houve uma reestruturação da empresa, de acordo com o que cada funcionário que trabalhou na revista para mais de três anos terão o direito de participar na gestão e benefícios.

### Os parceiros
Hoje, os parceiros são os funcionários, o Mitarbeiter kg com 50,5%, a editora Gruner + Jahr com 25,5% e os herdeiros Augstein com 24%.